# Goldene Himbeere/Schlechteste Spezialeffekte
Die Goldene Himbeere für die schlechtesten Spezialeffekte wird unregelmäßig seit 1987 vergeben. Dabei bezieht sie sich auf Filme des vorangegangenen Jahres.

## Schlechteste Spezialeffekte 1987
- Howard – Ein tierischer Held (OT: Howard The Duck) - Visual Effects von Industrial Light & Magic

Außerdem nominiert:
- Invasion vom Mars (OT: Invaders From Mars) - Special Visual Effects von John Dykstra, Creature Design von Stan Winston
- King Kong lebt (OT: King Kong Lives) - Creature Design von Carlo Rambaldi

## Schlechteste Spezialeffekte 1988
- Der weiße Hai – Die Abrechnung (OT: Jaws - The Revenge) - Special Effects Supervisor Henry Millar

Außerdem nominiert:
- Die Schmuddelkinder (OT: The Garbage Pail Kids’ Movie) - Animatronics von John Buechler, Mechanical Make-Up Imageries Inc.
- Superman IV – Die Welt am Abgrund (OT: Superman IV: The Quest For Peace) - Special Effects Supervisors Harrison Ellenshaw und John Evans